# شاهاپور
شاهاپور (به انگلیسی: Shahapur) یک منطقهٔ مسکونی در هند است که در کارناتاکا واقع شده‌است. شاهاپور ۵۳٬۳۶۶ نفر جمعیت دارد و ۴۲۸ متر بالاتر از سطح دریا واقع شده‌است.